# Bebearia maledicta
Bebearia maledicta е вид пеперуда от семейство Nymphalidae. Видът не е застрашен от изчезване.

## Разпространение
Разпространен е в Гана, Гвинея, Камерун, Република Конго, Кот д'Ивоар и Нигерия.